# P.A.R.C.E.
P.A.R.C.E.  é o quinto álbum de estúdio do artista colombiano Juanes gravação. Foi lançado em 7 de dezembro de 2010 pela Universal Music Latino. O primeiro single do álbum "Yerbatero" foi lançado em 10 de junho de 2010 como um download digital. "Y No Regresas" foi lançado como segundo single em 12 de outubro de 2010. "Regalito" foi lançado como o terceiro single em 11 de janeiro de 2011.